# Ли Син
Ли Син (кит. 李行, пиньинь Lǐ Xíng, 20 мая 1930, Шанхай — 19 августа 2021) — тайваньский режиссёр. Несмотря на то, что не говорит на тайваньском диалекте китайского, Ли создал несколько фильмов на нём.

## Биография
Родился в Шанхае. В 18 лет во время гражданской войны эмигрировал на Тайвань. Учась в колледже, играл роли в студенческом театре. Затем работал журналистом в газете своего отца. Снялся в фильме, в котором ассистировал режиссёру. Первый фильм-комедия «Онг Ко и Лю Ко» достиг кассового успеха. Продюсирует как собственное кино, так и снимает для крупных компаний. Его фильмы отмечены реализмом. Открывает рынок Гонконга фильмом «Тихая жена» по произведению Цюн Яо. Его последующие работы связаны с жанром «трёх комнат», где герои в поисках любви перемещаются из жилых комнат в гостиные и в кафе. 1983 год стал поворотным, его фильм уступил по сборам фильму молодого режиссёра Хоу Сяосяня «Человек-сэндвич». В 1987 году подписал петицию с 50 деятелями искусства, в которой говорилось, что «старшие режиссёры как я поняли, что это был момент, когда мы передали эстафету».

## Избранная фильмография
- 1965: Прекрасный утёнок
- 1965: Тихая жена
- 1972: Осенняя казнь
- 1978: Он никогда не сдаётся
- 1979: История городка
- 1980: Доброе утро, Тайбэй
- 1983: Самсара